# Wilhelm Schlüter (Naturalienhändler)
Wilhelm Schlüter (* 1828 in Halle an der Saale; † 25. April 1919 ebenda) war ein deutscher Naturalienhändler und Ornithologe.

## Leben
Wilhelm Schlüter war ein Sohn des naturkundlich interessierten Seilermeisters und späteren  Drogen- und Farbenhändlers Friedrich Cristoph Schlüter (1796–1873), der in der ersten Hälfte des 19. Jahrhunderts bereits eine Insektensammlung angelegt, fossile und rezente Conchylien gesammelt und über seinen Sammlungsbestand 1838 einen Katalog veröffentlicht hatte.
Wilhelm Schlüter sammelte Vogelbälge und legte sich eine umfangreiche Eiersammlung an. Er gründete mit seinem älteren Bruder Karl am 1. März 1853 in Halle/Saale die Fa. „Friedrich Schlüter Söhne“, handelte mit Naturalien und betrieb nebenher zur Sicherstellung des Unterhalts für längere Zeit noch eine Lack- und Farbenfabrik.
Im Jahr 1868 löste er die Teilhaberschaft mit seinem Bruder Karl und gründete die Firma „Wilhelm Schlüter, Naturalien- und Lehrmittelhandlung“. Im ersten im September 1868 erschienenen Firmenkatalog bot er zunächst noch ausschließlich Vögel an, konnte aber im einen Monat später aufgelegten 2. Katalog bereits Säugetier-Bälge aufnehmen.
In der Zeit um 1870/1871 wanderte sein Bruder Julian in die deutsche Siedlung Blumenau nach Brasilien aus, wodurch das Unternehmen über Jahrzehnte von diesem und dessen Nachfahren noch mit Sammlungsobjekten beliefert wurde. Aus dem Bereich des Nahen Ostens lieferten vor allem der Naturaliensammler Gustav Schrader, aus Neuguinea Bruno Geisler und Hubert Geisler und aus China und Südostasien Carl Constantin Platen Material. Er war seit 1870 Mitglied der von Eugen Ferdinand von Homeyer geführten Deutschen Ornithologischen Gesellschaft.
Im Jahr 1894 übernahm sein Sohn Willy (1866–1938) die Firmengeschäfte und ab 1911 führte der Sohn Curt Schlüter (1881–1944) die Firma weiter, wobei Wilhelm Schlüter im Unternehmen durchgehend weiter tätig war.
Oskar Böttger benannte ihm zu Ehren die Unterart des Europäischen Schlangenauges Ophisops elegans schlueteri Boettger, 1880, und Auguste Forel die Ameise Polyrhachis schlueteri Forel, 1886.
Teile des Nachlasses der Firma befinden sich im Naturkundemuseum Erfurt.

## Schriften (Auswahl)
- Notiz über ein sogenanntes Vogelgericht. In: Journal für Ornithologie, 4, 1856, S. 235–237 (zobodat.at [PDF])
- Schwarze Eier von Podiceps cristatus. In: Journal für Ornithologie, 5, 1857, S. 302–303 (zobodat.at [PDF])
- Circaetus gallicus bei Halle erlegt. In: Journal für Ornithologie, 6, 1858, S. 73–74 (zobodat.at [PDF])
- Zweifel am Nichtbrüten des Oxylophus glandarius. In: Journal für Ornithologie, 7, 1859, S. 238–239 (zobodat.at [PDF])